# Mycetophila lineicoxa
Mycetophila lineicoxa är en tvåvingeart som beskrevs av Edwards 1928. Mycetophila lineicoxa ingår i släktet Mycetophila och familjen svampmyggor. Inga underarter finns listade i Catalogue of Life.